# Liste der Monuments historiques in Trimbach
Die Liste der Monuments historiques in Trimbach führt die Monuments historiques in der französischen Gemeinde Trimbach auf.

## Liste der Objekte
| Bezeichnung                  | Beschreibung                          | Standort                        | Kennzeichnung | Schutzstatus | Datum | Bild |
| ---------------------------- | ------------------------------------- | ------------------------------- | ------------- | ------------ | ----- | ---- |
| Skulptur Heiliger Laurentius | Holz, farbig gefasst, 15. Jahrhundert | in der Kirche St-Laurent (Lage) | PM67000412    | Classé       | 1972  |      |
| Skulptur Heilige Katharina   | Holz, farbig gefasst, 15. Jahrhundert | in der Kirche St-Laurent (Lage) | PM67000411    | Classé       | 1972  |      |